# گروسنراده
گروسنراده (به آلمانی: Großenrade) یک شهر در آلمان است که در دیمارشن واقع شده‌است. گروسنراده ۵۲۲ نفر جمعیت دارد.